# The Bed's Too Big Without You

The Bed's Too Big Without You est une chanson du groupe de rock anglais The Police, dernier single extrait de son deuxième album studio Reggatta de Blanc (1979). Elle a été écrite par le chanteur et bassiste Sting. Une autre version est sortie en single au Royaume-Uni en 1980, extraite de la compilation Six-Pack, en même temps que les ressorties des singles Roxanne, Can't Stand Losing You, So Lonely, Message in a Bottle et Walking on the Moon.
Cette chanson a été reprise par de nombreux autres artistes, dont Sting en solo, Ranking Roger et Sheila Hylton.

## Contexte
Les thèmes de la chanson sont la solitude et la douleur de la fin d'une relation amoureuse. Les paroles ont été inspirées par la première petite amie de Sting, qui s'est suicidée après leur rupture. Le critique Tony Stewart de NME a qualifié la chanson d'« expression pitoyable de remords »
The Bed's Too Big Without You a d'abord été publiée sur Reggatta de Blanc en 1979. Cependant, l'année suivante, la chanson est sortie comme single bonus dans le coffret Six-Pack, qui comprenait les cinq précédents singles du groupe (mais sans Fall Out). Le coffret a terminé à la 17e place en Grande-Bretagne. La chanson a également été publiée en face B de So Lonely en Allemagne.
Un clip vidéo pour The Bed's Too Big Without You a été enregistré par le groupe sur The Kenny Everett Video Show. Il montre les membres du groupe mimer la chanson dans une maison en banlieue.
The Bed's Too Big Without You se retrouve dans plusieurs compilations et albums live de Police. La version originale studio se trouve sur Greatest Hits et sur la version deluxe pour le Royaume-Uni de The Police, tandis qu'une autre version (monopiste) a été publiée sur Message in a Box: The Complete Recordings. Une version en concert se trouve sur l'album Live!.

## Réception
Le critique Chris Vrai d'AllMusic voit The Bed's Too Big Without You comme un exemple classique de la capacité de Police à fusionner le reggae avec la new wave. Il loue également la performance musicale des trois membres du groupe, Stewart Copeland le batteur "brillant", la guitare "aiguë" d'Andy Summers et la ligne de basse "chaloupée" de Sting. Selon lui, la chanson n'est jamais ennuyeuse même lorsque seule la batterie et de la basse jouent. Les auteurs Chris Welch, Ken Micallef et Donnie Marshall font également l'éloge du jeu de batterie de Copeland, en particulier sur la caisse claire,. Micallef et Marshall décrivent précisément le jeu de Copeland sur la caisse claire et ses rythmes en "ricochets" et en "dub-lourds".
Welch considère The Bed's Too Big Without You comme la troisième grande chanson extraite de Reggatta de Blanc, avec Message in a Bottle et Walking on the Moon, en mettant en relief le fait que la chanson consiste en « une simple phrase, un pur concept ». Welch fait également l'éloge de la version alternative, publiée dans le coffret Message in a Box, comme ayant un « impact encore plus direct ».
Le critique Greg Prato d'AllMusic considère la chanson comme un des succès précoces de Police. Le critique John Harris de Mojo voit la chanson comme un stéréotype Polic-esque, au point de ressembler à une auto-parodie. La critique Debra Rae Cohen de Rolling Stone l'a décrite comme « une chanson d'inspiration reggae », en appréciant particulièrement le chant de Sting et la guitare de Summers. 
L'auteur Martin Charles Fort la décrit comme une « lamentation mélodique » et un exemple de la manière qu'a Police « de cartographier de nouveaux territoires musicaux ». Le guitariste Andy Summers la considère comme une grande chanson, aussi bonne que Message in a Bottle, Bring on the Night et Walking on the Moon, autres extraits de l'album Reggatta de Blanc.

## Interprètes
- Sting : chant, basse
- Andy Summers : guitare
- Stewart Copeland : batterie

## Liste des pistes
7" – A&M / AMPP 6001/E (ROYAUME-UNI)
1. The Bed's Too Big Without You – 3:30
2. Truth Hits Everybody (live) – 2:27

7" – A&M / AMRS 1318 (Zimbabwe)
1. The Bed's Too Big Without You – 4:24
2. Bring on the Night – 4:16